# Torino Film Festival 2014
La 32ª edizione del Torino Film Festival (TFF 32) si è svolta a Torino dal 21 al 29 novembre 2014, diretta per la prima volta da Emanuela Martini.
Il manifesto di questa edizione è costituito da un autoscatto del 1975 nel quale il regista statunitense Jerry Schatzberg fissa la propria immagine in uno specchio frantumato.
Il film di apertura è stato Gemma Bovery per la regia di Anne Fontaine e quello di chiusura è stato Wild per la regia di Jean-Marc Vallée.

## Sezioni

### Concorso principale (Torino 32)
- Anuncian Sismos, regia di Rocío Caliri e Melina Marcow (Argentina)
- As You Were, regia di Jiekai Liao (Singapore)
- Big Significant Things, regia di Bryan Reisberg (Stati Uniti)
- Félix et Meira, regia di Maxime Giroux (Canada)
- Frastuono, regia di Davide Maldi (Italia)
- Gentlemen, regia di Mikael Marcimain (Svezia)
- Mange tes morts, regia di Jean-Charles Hue (Francia)
- Mercuriales, regia di Virgil Vernier (Francia)
- N-Capace, regia di Eleonora Danco (Italia)
- Babadook (The Babadook), regia di Jennifer Kent (Australia)
- The Duke of Burgundy, regia di Peter Strickland (Regno Unito)
- Van valami furcsa és megmagyarázhatatlan, regia di Gábor Reisz (Ungheria)
- Violet, regia di Bas Devos (Belgio, Paesi Bassi)
- Vita da vampiro - What We Do in the Shadows (What We Do in the Shadows), regia di Taika Waititi e Jemaine Clement (Nuova Zelanda)
- Wir waren Könige, regia di Philipp Leinemann (Germania)

### Festa Mobile
- '71, regia di Yann Demange (Regno Unito)
- Eau Zoo, regia di Emilie Verhamme (Belgio)
- Second Chance (En chance til), regia di Susanne Bier (Danimarca)
- Gemma Bovery, regia di Anne Fontaine (Francia) - film di apertura
- Via col vento (Gone with the Wind), regai di Victor Fleming (Stati Uniti, 1939)
- Teneramente folle (Infinitely Polar Bear), regia di Maya Forbes (Stati Uniti)
- Inupiluk, regia di Sébastien Betbeder – mediometraggio (Francia)
- Jack Strong, regia di Władysław Pasikowski (Polonia)
- Jauja, regia di Lisandro Alonso (Argentina, Danimarca, Francia, Messico, Stati Uniti)
- Kami no tsuki, regia di Daihachi Yoshida (Giappone)
- La camera azzurra (La Chambre bleue), regia di Mathieu Amalric (Francia)
- Magic in the Moonlight, regia di Woody Allen (Stati Uniti)
- Mecanica nostalgică a întâmplărilor, regia di Constantin Popescu – cortometraggio (Romania)
- Mirafiori Lunapark, regia di Stefano Di Polito (Italia)
- Ogni maledetto Natale, regia di Giacomo Ciarrapico, Mattia Torre e Luca Vendruscolo (Italia)
- P'tit Quinquin, regia di Bruno Dumont – miniserie TV (Francia)
- Prima di andar via, regia di Michele Placido (Italia)
- Profondo rosso, regia di Dario Argento (Italia, 1975)
- Stray Dog, regia di Debra Granik (Stati Uniti)
- The Better Angels, regia di A. J. Edwards (Stati Uniti)
- La scomparsa di Eleanor Rigby (The Disappearance of Eleanor Rigby), regia di Ned Benson (Stati Uniti)
- Chi è senza colpa (The Drop), regia di Michaël R. Roskam (Stati Uniti)
- The Homesman, regia di Tommy Lee Jones (Stati Uniti)
- The Mend, regia di John Magary (Stati Uniti)
- The Rover, regia di David Michôd (Australia, Stati Uniti)
- La teoria del tutto (The Theory of Everything), regia di James Marsh (Regno Unito, Stati Uniti)
- Togliatti(grad), regia di Federico Schiavi e Gian Piero Palombini (Italia)
- Forza maggiore (Turist), regia di Ruben Östlund (Svezia, Danimarca, Norvegia)
- Whiplash, regia di Damien Chazelle (Stati Uniti)
- Wild, regia di Jean-Marc Vallée (Stati Uniti) - film di chiusura

### Festa Mobile / Gran Premio Torino
- Oscenità e furore (The Filth and the Fury), regia di Julien Temple (Regno Unito, Stati Uniti, 2000)

### Festa Mobile / Ritratti d'artista
- 20,000 Days on Earth, regia di Iain Forsyth e Jane Pollard – documentario (Regno Unito)
- Il viaggio di Carlo, regia di Daniele Segre – documentario (Italia)
- La scuola d'estate, regia di Jacopo Quadri – documentario (Italia)
- Nessuno siamo perfetti, regia di Giancarlo Soldi – documentario (Italia)
- Senza Lucio, regia di Mario Sesti – documentario (Italia)
- Walking with Red Rhino - A spasso con Alberto Signetto, regia di Marilena Moretti – documentario (Italia)

### Festa Mobile / Torino incontra Berlino
- Il gabinetto del dottor Caligari (Das Cabinet des Dr. Caligari), regia di Robert Wiene (Germania, 1920)
- Baal, regia di Volker Schlöndorff (Germania Ovst, 1970)
- Diplomacy - Una notte per salvare Parigi (Diplomatie), regia di Volker Schlöndorff (Germania, 2014)

### Festa Mobile / Premio Maria Adriana Prolo
Premio conferito dall'Associazione Museo Nazionale del Cinema (AMNC) al maestro dell'animazione Bruno Bozzetto.
- Una vita in scatola, regia di Bruno Bozzetto (Italia, 1967)
- Allegro non troppo, regia di Bruno Bozzetto (Italia, 1976)
- Mistertao, regia di Bruno Bozzetto (Italia, 1988)
- Europa&Italia, regia di Bruno Bozzetto (Italia, 1999)
- Rapsodeus, regia di Bruno Bozzetto (Italia, 2011)

### Festa Mobile / TFF e Intesa Sanpaolo per Expo Milano 2015
- Tragica incertezza (So Long at the Fair), regia di Antony Darnborough e Terence Fisher (Regno Unito, 1950)

### Diritti & Rovesci
- Il viaggio di Marco Cavallo, regia di Erika Rossi e Giuseppe Tedeschi – documentario (Italia)
- Let's Go, regia di Antonietta De Lillo – documentario (Italia)
- Per tutta la vita, regia di Susanna Nicchiarelli – documentario (Italia)
- Qualcosa di noi, regia di Wilma Labate – documentario (Italia)
- Triangle, regia di Costanza Quatriglio – documentario (Italia)

### After Hours
- In guerra, regia di Davide Sibaldi (Italia)
- It Follows, regia di David Robert Mitchell (Stati Uniti)
- L'enlèvement de Michel Houellebecq, regia di Guillaume Nicloux (Francia)
- Life After Beth - L'amore ad ogni costo (Life After Beth), regia di Jeff Baena (Stati Uniti)
- M.O.Ž., regia di Aiks Karapetjans (Lettonia, Estonia)
- Stella cadente, regia di Luis Miñarro (Spagna)
- The Canal, regia di Ivan Kavanagh (Regno Unito)
- The Editor, regia di Adam Brooks e Matthew Kennedy (Canada)
- The Guest, regia di Adam Wingard (Stati Uniti)
- Tokyo Tribe, regia di Sion Sono (Giappone)

### After Hours / Jim Mickle
Sezione dedicata al maestro dell'horror Jim Mickle.
- Mulberry Street, regia di Jim Mickle (Stati Uniti, 2006)
- Stake Land, regia di Jim Mickle (Stati Uniti, 2010)
- We Are What We Are, regia di Jim Mickle (Stati Uniti, 2013)
- Cold in July - Freddo a luglio (Cold in July), regia di Jim Mickle (Stati Uniti, 2014)

### After Hours / Giulio Questi
Retrospettiva dedicata al regista italiano Giulio Questi.
- Il passo, episodio del film Amori pericolosi (Italia, 1964)
- Se sei vivo spara, regia di Giulio Questi (Italia, Spagna, 1967)
- La morte ha fatto l'uovo, regia di Giulio Questi (Italia, 1968)
- Arcana, regia di Giulio Questi (Italia, 1972)
- Doctor Schizo e Mister Phrenic, regia di Giulio Questi – cortometraggio (Italia, 2002)
- Tatatatango, regia di Giulio Questi – cortometraggio (Italia, 2003)
- Vacanze con Alice, regia di Giulio Questi – cortometraggio (Italia, 2005)
- Visitors, regia di Giulio Questi – cortometraggio (Italia, 2005)

### TFFDOC / Internazionale.doc
- Actress, regia di Robert Greene (Stati Uniti)
- Al-rakib al-khaled, regia di Ziad Kalthoum (Siria)
- Anverj pakhust, haverzh veradardz, regia di Harutyun Khachatryan (Armenia, Olanda, Svizzera)
- Branco sai, preto fica, regia di Adirley Queirós (Brasile)
- Hit 2 Pass, regia di Kurt Walker (Canada)
- Le beau danger, regia di René Frölke (Germania)
- Life May Be, regia di Mark Cousins e Mania Akbari (Regno Unito, Iran)
- Snakeskin, regia di Daniel Hui (Singapore, Portogallo)
- The Iron Ministry, regia di J. P. Sniadecki (Stati Uniti, Cina)
- Waiting for August, regia di Teodora Ana Mihai (Belgio, Romania)

### TFFDOC / Italiana.doc
- 24 heures sur place, regia di Ila Bêka e Louise Lemoine (Francia)
- Habitat - Note personali, regia di Emiliano Dante (Italia)
- La creazione di significato, regia di Simone Rapisarda Casanova (Canada, Italia)
- Luoghi comuni, regia di Mário Gomes e Marco Ugolini (Italia, Germania)
- Memorie, in viaggio verso Auschwitz, regia di Danilo Monte (Italia)
- Poder e impotencia, un drama en 3 actos, regia di Anna Recalde Miranda (Paraguay, Francia, Italia)
- Rada, regia di Alessandro Abba Legnazzi (Italia)
- Una nobile rivoluzione, regia di Simone Cangelosi (Italia)

### TFFDOC / Democrazia
- Angriff auf die Demokratie – Eine Intervention, regia di Romuald Karmakar (Germania, 2012)
- Approaching the Elephant, regia di Amanda Rose Wilder (Stati Uniti)
- Iranien, regia di Mehran Tamadon (Francia, Svizzera)
- Qui, regia di Daniele Gaglianone (Italia)
- Srok, regia di Aleksej Pivovarov, Pavel Kostomarov e Aleksandr Rastorguev (Russia, Estonia)

### TFFDOC / Fuori concorso
- Eau argentée, Syrie autoportrait, regia di Ossama Mohammed e Wiam Simav Bedirxan (Francia, Siria)
- Mga Anak ng Unos: Unang Aklat, regia di Lav Diaz (Filippine)

### TFFDOC / Ed Pincus
- Diaries: 1971-1976, regia di Ed Pincus (Stati Uniti, 1982)
- One Cut, One Life, regia di Ed Pincus e Lucia Small (Stati Uniti, 2014)

### TFFDOC / Proiezione speciale
- Casaoz, regia di Alessandro Avataneo (Italia)

### Italiana.corti
- Coda, regia di Luis Fulvio (Italia)
- Corpo familiare, regia di Gabriele Di Munzio (Italia)
- Deposizione in due atti, regia di Carlo Michele Schirinzi (Italia)
- Fumo, regia di Orso Miyakawa (Italia, Stati Uniti)
- Il mare, regia di Guido Nicolás Zingari (Italia)
- Il segreto del serpente, regia di Mathieu Volpe (Belgio)
- Le cose da lontano, regia di Lucia Veronesi (Italia)
- Panorama, regia di Gianluca Abbate (Italia)
- Sinai - Un altro passo sulla terra, regia di Alberto Gemmi ed Enrico Masi (Croazia)

### Onde
- A Million Miles Away, regia di Jennifer Reeder – cortometraggio (Stati Uniti)
- Abacuc, regia di Luca Ferri (Italia)
- Hacked Circuit, regia di Deborah Stratman – cortometraggio (Stati Uniti)
- Jour et nuit, delle donne e degli uomini perduti, regia di Tonino De Bernardi (Italia)
- La huela en la niebla, regia di Emiliano Grieco (Argentina)
- La Sapienza, regia di Eugène Green (Italia, Francia)
- Mat troi den, regia di Truong Que Chi – cortometraggio (Vietnam, Francia)
- Motu Maeva, regia di Maureen Fazendeiro – mediometraggio (Francia)
- Nova Dubai, regia di Gustavo Vinagre – mediometraggio (Brasile)
- Okean, regia di Tamara Drakulic (Serbia)
- Priklyuchenie, regia di Nariman Turibayev (Kazakistan)
- Sans titre, regia di Clément Cogitore – cortometraggio (Francia)
- The Measures, regia di Jacqueline Goss e Jenny Perlin – mediometraggio (Stati Uniti, Francia)
- This is the Way, regia di Giacomo Abbruzzese – cortometraggio (Francia)
- Tôi quên rôi!, regia di Eduardo Williams – cortometraggio (Francia)
- Washingtonia, regia di Konstantina Kotzamani – cortometraggio (Grecia)
- Yeti, regia di Abhijit Mazumdar (India)
- Young Bodies Heal Quickly, regia di Andrew T. Betzer (Stati Uniti)
- Zakloni, regia di Ivan Salatic – cortometraggio (Montenegro)

### Onde / Josephine Decker
Sezione dedicata alla videoartista statunitense Josephine Decker.
- Balkan Camp, regia di Josephine Decker – cortometraggio (Stati Uniti, 2011)
- Madonna Mia Violenta, regia di Josephine Decker – cortometraggio (Stati Uniti, 2011)
- Butter on the Latch, regia di Josephine Decker (Stati Uniti, 2013)
- Thou Wast Mild and Lovely, regia di Josephine Decker (Stati Uniti, 2014)
- Gone Wild, regia di Josephine Decker – cortometraggio (Stati Uniti, 2014)

### Spazio Torino
- Il fiume dell'orco, regia di Tommaso Donati – cortometraggio (Italia)
- La notte in sogno, regia di Carlo Cagnasso – cortometraggio (Italia)
- Mon baiser de cinéma, regia di Guillaume Lafond e Gianluca Matarrese – cortometraggio (Francia)
- Ultimo giro, regia di Giuseppe Sansonna – cortometraggio (Italia)

### Spazio Torino - Evento speciale
- Un milione di alberi sacri e nessun dio, regia di Francesco Gabrielli, Giuliano Girelli e Marzia Migliora – cortometraggio (Italia)

### TorinoFilmLab
- Bypass, regia di Duane Hopkins (Regno Unito)
- Chrieg, regia di Simon Jaquemet (Svizzera)
- Historia del miedo, regia di Benjamín Naishtat (Argentina, Francia, Germania, Uruguay)
- In jouw naam, regia di Marco van Geffen (Paesi Bassi, Belgio, Francia)
- Korso, regia di Akseli Tuomivaara (Finlandia)
- Men Who Save the World (Lelaki harapan dunia), regia di Liew Seng Tat (Malaysia, Paesi Bassi, Germania, Francia)
- Los hongos, regia di Óscar Ruiz Navia (Colombia, Francia, Germania)
- Mr. Kaplan, regia di Álvaro Brechner (Uruguay, Spagna)
- All Cats Are Grey (Tous les chats sont gris), regia di Savina Dellicour (Belgio)

### New Hollywood II
È la seconda parte dedicata ai film della Nuova Hollywood, iniziata con il Torino Film Festival 2013.
- Il laureato (The Graduate), regia di Mike Nichols (Stati Uniti, 1967)
- Ucciderò Willie Kid (Tell Them Willie Boy Is Here), regia di Abraham Polonsky (Stati Uniti, 1969)
- La ballata di Cable Hogue (The Ballad of Cable Hogue), regia di Sam Peckinpah (Stati Uniti, 1970)
- Il piccolo grande uomo (Little Big Man), regia di Arthur Penn (Stati Uniti, 1970)
- Un uomo oggi (WUSA), regia di Stuart Rosenberg (Stati Uniti, 1970)
- Conoscenza carnale (Carnal Knowledge), regia di Mike Nichols (Stati Uniti, 1971)
- Duel, regia di Steven Spielberg (Stati Uniti, 1971)
- Una squillo per l'ispettore Klute (Klute), regia di Alan J. Pakula (Stati Uniti, 1971)
- Panico a Needle Park (The Panic in Needle Park), regia di Jerry Schatzberg (Stati Uniti, 1971)
- Taking Off, regia di Miloš Forman (Stati Uniti, 1971)
- Chi è Harry Kellerman e perché parla male di me? (Who Is Harry Kellerman and Why Is He Saying Those Terrible Things About Me?), regia di Ulu Grosbard (Stati Uniti, 1971)
- Fango, sudore e polvere da sparo (The Culpepper Cattle Co.), regia di Dick Richards (Stati Uniti, 1972)
- Organizzazione crimini (The Outfit), regia di John Flynn (Stati Uniti, 1973)
- Salvate la tigre (Save the Tiger), regia di John G. Avildsen (Stati Uniti, 1973)
- La conversazione (The Conversation), regia di Francis Ford Coppola (Stati Uniti, 1974)
- Harry e Tonto (Harry and Tonto), regia di Paul Mazursky (Stati Uniti, 1974)
- Il fantasma del palcoscenico (Phantom of the Paradise), regia di Brian De Palma (Stati Uniti, 1974)
- Fase IV: distruzione Terra (Phase IV), regia di Saul Bass (Stati Uniti, 1974)
- Sugarland Express (The Sugarland Express), regia di Steven Spielberg (Stati Uniti, 1974)
- Lo squalo (Jaws), regia di Steven Spielberg (Stati Uniti, 1975)
- I tre giorni del Condor (Three Days of the Condor), regia di Sydney Pollack (Stati Uniti, 1975)
- Welcome to L.A., regia di Alan Rudolph (Stati Uniti, 1976)
- L'occhio privato (The Late Show), regia di Robert Benton (Stati Uniti, 1977)
- Rolling Thunder, regia di John Flynn (Stati Uniti, 1977)
- Moses Wine detective (The Big Fix), regia di Jeremy Kagan (Stati Uniti, 1978)
- Vittorie perdute (Go Tell the Spartans), regia di Ted Post (Stati Uniti, 1978)
- L'ultimo valzer (The Last Waltz), regia di Martin Scorsese (Stati Uniti, 1978)
- I guerrieri dell'inferno (Who'll Stop the Rain), regia di Karel Reisz (Stati Uniti, 1978)
- La corsa di Jericho (The Jericho Mile), regia di Michael Mann – film TV (Stati Uniti, 1979)
- Return of the Secaucus Seven, regia di John Sayles (Stati Uniti, 1979)
- Una volta ho incontrato un miliardario (Melvin and Howard), regia di Jonathan Demme (Stati Uniti, 1980)
- Americana, regia di David Carradine (Stati Uniti, 1981)
- Il grande freddo (The Big Chill), regia di Lawrence Kasdan (Stati Uniti, 1983)

## Giurie
Le Giurie erano così composte:

### Torino 32
- Ferzan Ozpetek
- Geoff Andrew
- Carolina Crescentini
- Debra Granik
- György Pálfi

### Internazionale.doc
- Marek Hovorka
- Fred Keleman
- Jean-Baptiste Morain

### Italiana.doc
- Maria Bonsanti
- Jacopo Quadri
- Marco Santarelli

### Italiana.corti
- Silvia Calderoni
- Niccolò Contessa
- Rä Di Martino

## Premi
La cerimonia di premiazione si è tenuta sabato 29 novembre:

### Torino 32
- Miglior film: Mange tes morts di Jean-Charles Hue
- Premio speciale della Giuria - Fondazione Sandretto Re Rebaudengo: Van valami furcsa és megmagyarázhatatlan di Gábor Reisz
- Menzione speciale della Giuria: N-Capace di Eleonora Danco
- Premio per la miglior attrice (ex aequo): Sidse Babett Knudsen per The Duke of Burgundy e Hadas Yaron per Félix et Meira
- Premio per il miglior attore: Luzer Twersky per Félix et Meira
- Miglior sceneggiatura: Vita da vampiro - What We Do in the Shadows (What We Do in the Shadows)
- Premio del pubblico: Van valami furcsa és megmagyarázhatatlan di Gábor Reisz

### Internazionale.doc
- Miglior film: Anverj pakhust, haverzh veradardz di Harutyun Khachatryan
- Premio speciale della Giuria: Snakeskin di Daniel Hui

### Italiana.doc
- Miglior film: Rada di Alessandro Abba Legnazzi
- Premio speciale della Giuria: 24 heures sur place di Ila Bêka e Louise Lemoine

### Italiana.corti
- Premio Achille Valdata per il Miglior film: Panorama di Gianluca Abbate
- Premio speciale della Giuria: Il mare di Guido Nicolás Zingari

### Premi collaterali
- Spazio Torino - Premio Achille Valdata per il Miglior cortometraggio: Mon baiser de cinéma di Guillaume Lafond e Gianluca Matarrese
- Premio FIPRESCI: Mercuriales di Virgil Vernier
- Premio Cipputi: Triangle di Costanza Quatriglio
- Premio Scuola Holden per la miglior sceneggiatura: Van valami furcsa és megmagyarázhatatlan
- Premio Achille Valdata per il miglior film: Van valami furcsa és megmagyarázhatatlan di Gábor Reisz
- Premio Avanti!: Memorie, in viaggio verso Auschwitz di Danilo Monte
- Premio "Gli Occhiali di Gandhi": Qui di Daniele Gaglianone
  - Menzione speciale: Iranien di Mehran Tamadon
  - Menzione speciale: Eau argentée, Syrie autoportrait di Ossama Mohammed e Wiam Simav Bedirxan
- Premio Interfedi: Félix et Meira di Maxime Giroux

## Pubblicazioni
- 32º Torino Film Festival - Programma (PDF), Torino, Museo nazionale del cinema, 2024.